# 史念祖
史念祖（19世纪—1910年），字绳之，别字弢园，江苏江都人，刑部尚书史致俨之孙。清朝政治人物。监生出身。
史念祖监生出身，捐赀为通判。同治年间从军，参加镇压太平军与捻军。率军驻凤阳，率部与捻军战于安徽，赐号“捷勇巴图鲁”。同治九年（1870年）任山西按察使。同治十年（1871年）出任甘肃安肃道，在甘肃主持关内外粮运，供左宗棠西征军。光绪十年（1884年）起，历任甘肃按察使、云南按察使、云南布政使。光绪二十一年六月初一（1895年7月22日），岑毓英推荐，史念祖由云南布政使升任廣西巡撫。光绪二十三年九月十九（1897年10月14日），革职。光绪三十一年（1905年）史念祖随将军赵尔巽赴奉天治赈，以副都统衔督办东三省盐务及财政事宜，晋记名副都统，后被参劾罢黜。宣统二年（1910年）卒。有《俞俞斋诗文集》。

## 延伸阅读
[在维基数据编辑]
 《清史稿·卷447》，出自趙爾巽《清史稿》